# Top Dutch Solar Racing

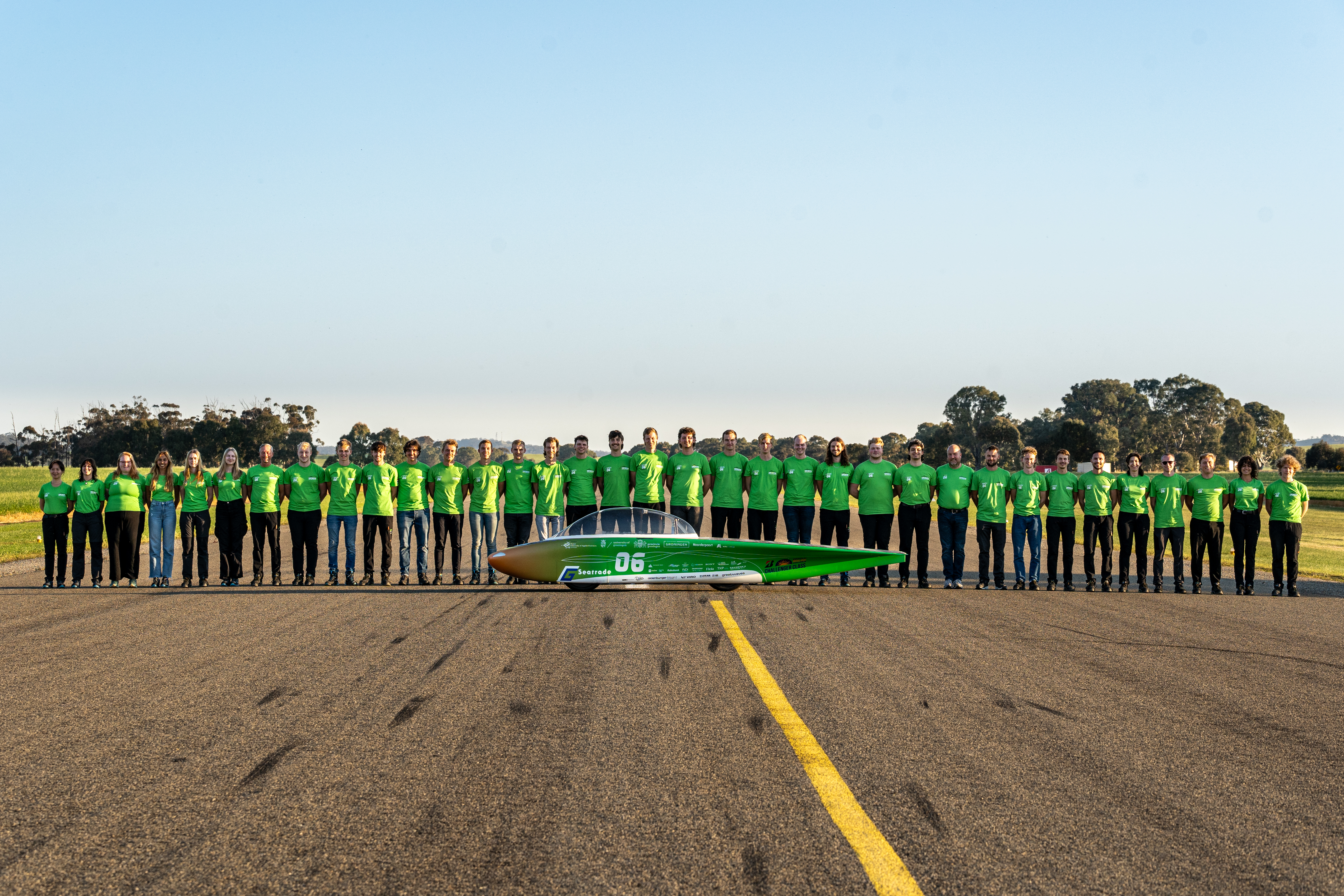
Top Dutch Solar Racing in oktober 2023 in Australië

Top Dutch Solar Racing (TDSR) is een studenten-solarracingteam uit Groningen, Nederland. Het team is opgericht in februari 2017 en nam in 2019 voor het eerst deel aan de challengerklasse van de Bridgestone World Solar Challenge (BWSC). In 2021 heeft Top Dutch Solar Racing deelgenomen aan de Solar Challenge in Marokko. In oktober 2023 heeft Top Dutch Solar Racing voor de tweede keer meegedaan aan de BWSC in Australië.
Top Dutch Solar Racing is het enige Nederlandse solar racing team dat niet verbonden is aan een technische universiteit. In tegenstelling tot de andere teams Brunel Solar Team, Solar Team Twente en Solar Team Eindhoven bestaat TDSR uit studenten van verschillende opleidingsinstellingen. De meeste teamleden studeren aan de Rijksuniversiteit Groningen, Hanzehogeschool of Noorderpoort Groningen.

## Geschiedenis
Top Dutch Solar Racing werd in 2017 opgericht door vier studenten van de Hanzehogeschool: Jeroen Brattinga, Frank Pot, Eldert Zeinstra en Vincent Taselaar. De studenten elektrotechniek en werktuigbouwkunde wilden bijdragen aan duurzame innovaties en technologieën door een zonneauto te bouwen. Binnen twee jaar bouwde de eerste generatie van het team, bestaande uit 26 studenten, de zonneauto Green Lightning.
In juni 2020 ging de tweede generatie van Top Dutch Solar Racing van start om de tweede TDSR zonneauto te bouwen en deel te nemen aan de Bridgestone World Solar Challenge 2021. Door de COVID-19-pandemie werd de race in februari 2021 afgelast. In mei 2021 maakte het team haar deelname bekend aan de Solar Challenge Marokko die in oktober 2021 heeft plaatsgevonden. De route van deze nieuwe challenge was 2400 km lang en ging door de Sahara en het Atlasgebergte. In deze challenge, behaalde Top Dutch Solar Racing de vierde plek.

## Prestaties

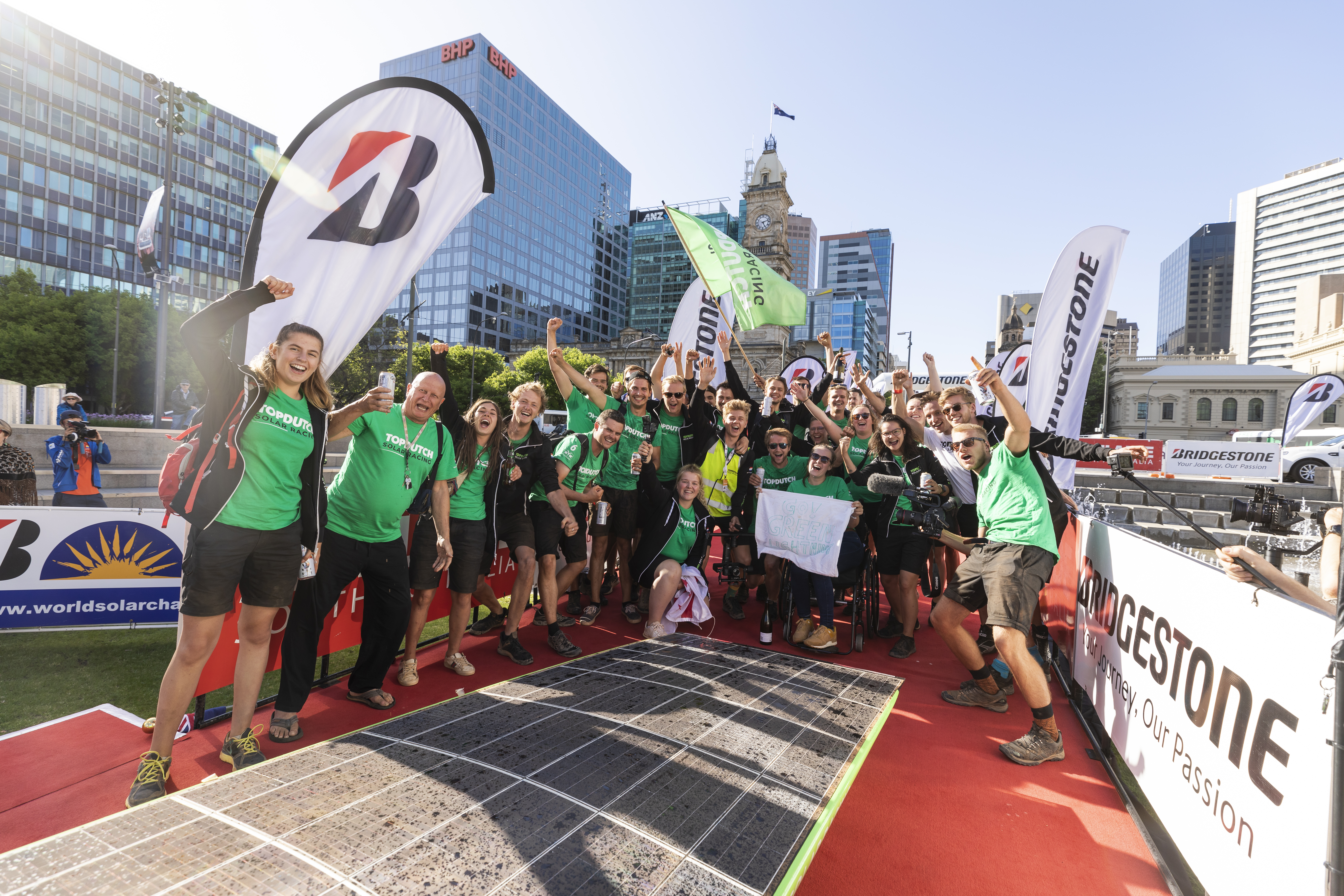
Top Dutch Solar Racing bij de finish van de BWSC 2019

Op 13 oktober 2019 begon Top Dutch Solar Racing in de poleposition van de 15e Bridgestone World Solar Challenge in Darwin (Australië). Vijf dagen later, op 18 oktober 2019, bereikte Green Lightning de finish in Adelaide en behaalde het team de vierde plaats.  Door technische gebreken en ongelukken bereikten Solar Team Twente en Vattenfall Solar Team niet de finish. Hierdoor was Top Dutch Solar Racing het beste Nederlandse team dat deelnam aan de challengerklasse tijdens de BWSC 2019. Het team ontving tevens de 'Excellence in Engineering Award' aangezien het ondanks een gebrek aan ervaring goed presteerde en een indrukwekkende zonneauto had gebouwd.
Tussen 21 en 23 september 2020 nam Top Dutch Solar Racing deel aan de iLumen European Solar Challenge in Heusden-Zolder, België. Het team won niet alleen de dynamic parcours challenge, maar behaalde ook de derde plaats tijdens de 24-uursrace: Green Lightning voltooide 302 ronden en vestigde een baanrecord van 2:42:767.
Van 24 t/m 29 oktober deed het team mee aan de eerste Solar Challenge Marokko in Agadir. De race begon bij de Stade Adrar, om door het Atlasgebergte uit te komen bij een bivouac in Zagora. Vervolgens werd er op dag twee door de Sahara gereden naar de volgende bivouac in Merzouga, ook aan het einde van de derde dag werd er op deze plek overnacht. Vervolgens werd er op de vierde dag teruggereden naar Zagora, om uiteindelijk op de vijfde en laatste dag terug te rijden naar de finish terug in Agadir. Ook tijdens deze Solar Challenge startte het team op poleposition en eindigde op de vierde plaats in het eindklassement. De eerste plek was voor het Solar Team Twente gevolgd door Agoria Solar Team op de tweede plek en Vattenfall Solar Team op de derde plaats.
Tussen 22 en 27 Oktober deed het derde team mee aan de Bridgestone World Solar Challenge in Australië. Tijdens een van de testmomenten voorafgaand aan de challenge, vloog het zonnedek van de auto af. Hierdoor begon de challenge voor Top Dutch Solar Racing met een zonnedek dat niet optimaal presteerde. Desalniettemin werd er op het piekmoment halverwege de challenge nog 1000 watt geproduceerd door het zonnedek. Tijdens de challenge waren er verder geen technische mankementen, afgezonderd van één lekke band. Op de laatste dag van de challenge finishte Top Dutch Solar Racing als 6e.  